# Museo nazionale del Bardo

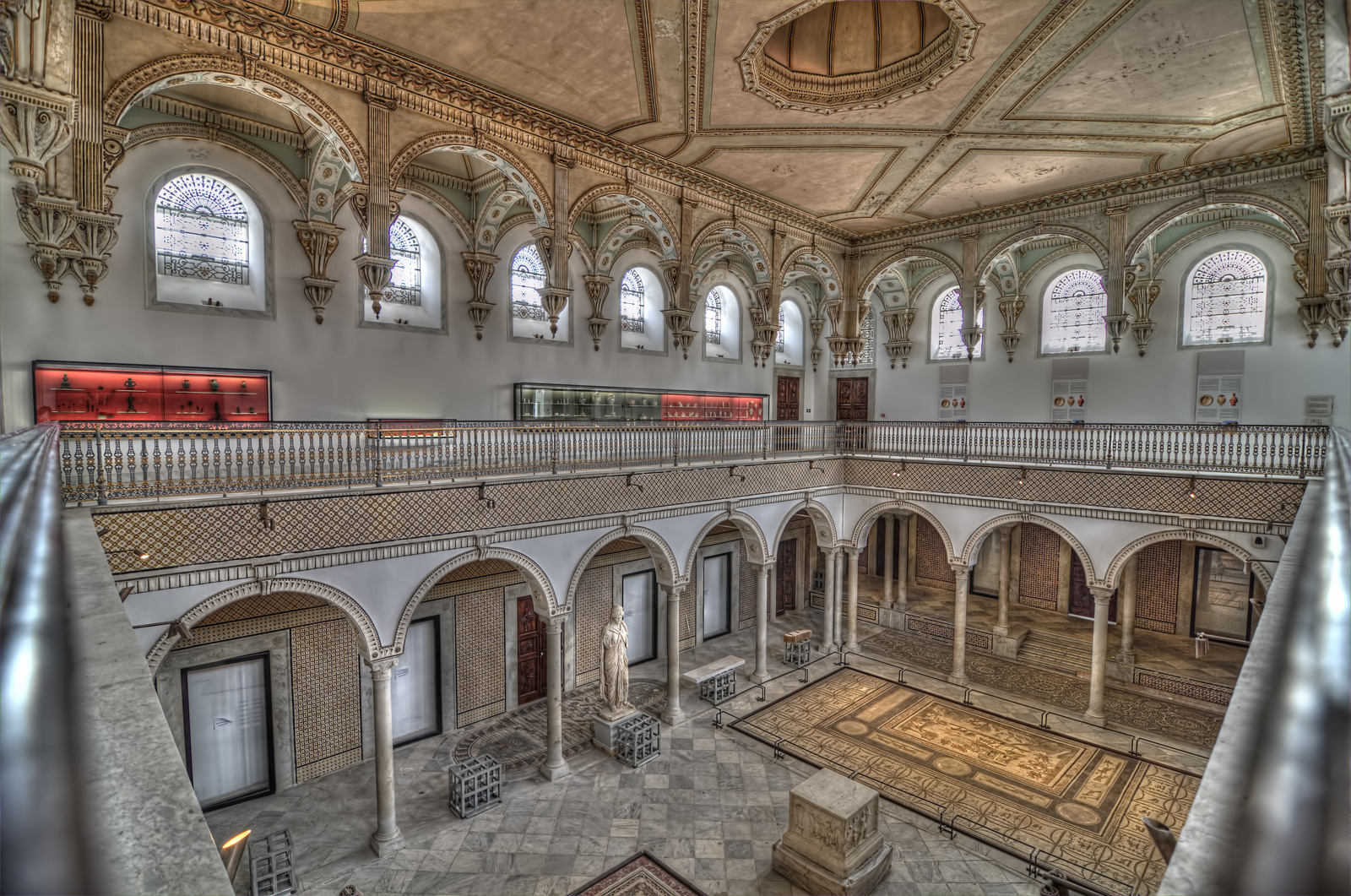
Sala principale del museo nazionale del Bardo

Il Museo nazionale del Bardo (in arabo المتحف الوطني بباردو‎?, al-Matḥaf al-waṭanī bi-Bārdō), situato nell'omonima periferia occidentale di Tunisi, è un museo archeologico che contiene, fra le altre, la più ricca collezione di mosaici romani del mondo, tutti in perfetto stato di conservazione.
Situato nella fastosa residenza del bey del XIX secolo, circondata da un grande giardino ricco di essenze locali, si sviluppa su tre piani ed è caratterizzato da una particolare luminosità naturale che esalta i reperti esposti.

## Storia

Oceano

Si tratta del più importante museo tunisino e allo stesso tempo del più antico museo del mondo arabo e dell'Africa. È stato inaugurato il 7 maggio 1888.
Il suo nome originario era Museo Alawi in onore del sovrano alawita dell'epoca, Ali Muddat ibn al-Husayn (1882-1902) e prese il nome attuale nel 1956, dopo l'indipendenza della Tunisia, dalla località in cui si trova, Bardo, nell'immediata periferia di Tunisi.
Il palazzo, che nel 1899 era stato ampliato con l'aggiunta del Piccolo Palazzo per ospitarvi le collezioni d'arte islamica, fu dichiarato monumento storico nel settembre 1985.

### L'attentato terroristico del 18 marzo 2015
Il 18 marzo 2015 il museo ha subito un attacco terroristico che ha causato 25 morti, molti dei quali erano turisti. Due terroristi sono stati uccisi dalle forze di sicurezza e numerose persone sono rimaste ferite.

## I dipartimenti

Venere tra le centauresse

L'organizzazione museale si sviluppa in sei dipartimenti che riflettono le tappe archeologiche del paese: il periodo preistorico, punico, romano, cristiano, arabo-islamico e quello relativo all'archeologia sottomarina.
L'esposizione dei reperti occupa 34 sale impegnandone i pavimenti, le pareti e, in alcune, i soffitti: solo sui pavimenti sono sistemati 2.115 m2 di mosaici.
Le sale hanno mantenuto nella nuova destinazione un'atmosfera calda e avvolgente che, specie per quanto riguarda i mosaici, fa sentire le opere esposte come se fossero state concepite e create per esse.

## Le collezioni

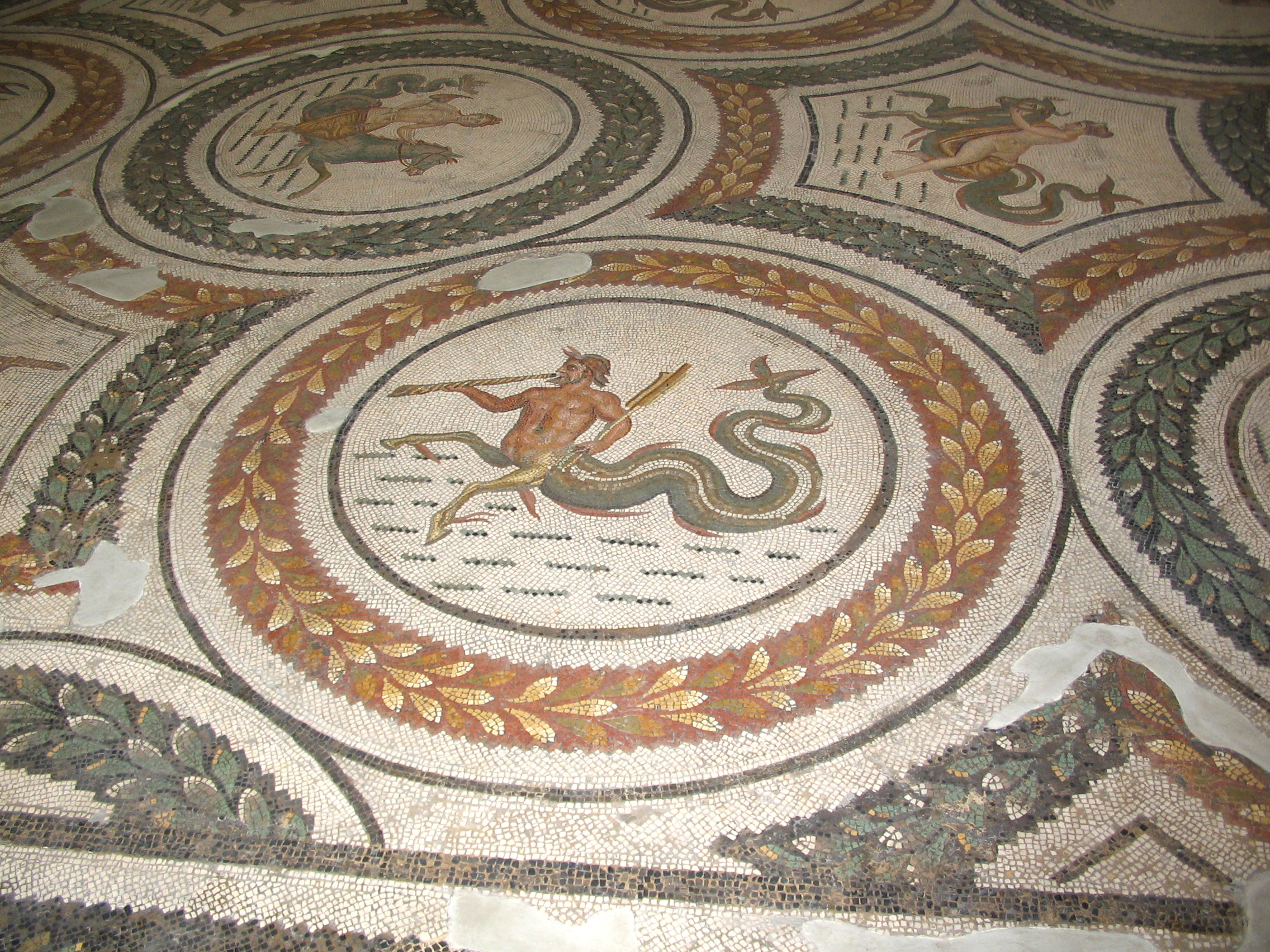
Tritone

La collezione più importante del museo è costituita da un'enorme quantità di mosaici romani del II-IV secolo, tutti di eccezionale fattura e conservazione, che di fatto sono il simbolo del museo stesso.
Oltre alle migliaia di metri quadrati di mosaici vi sono opere scultoree di particolare bellezza, reperti punici e le sale arabo-islamiche, altrettanto importanti sotto l'aspetto storico.

## Mosaici romani

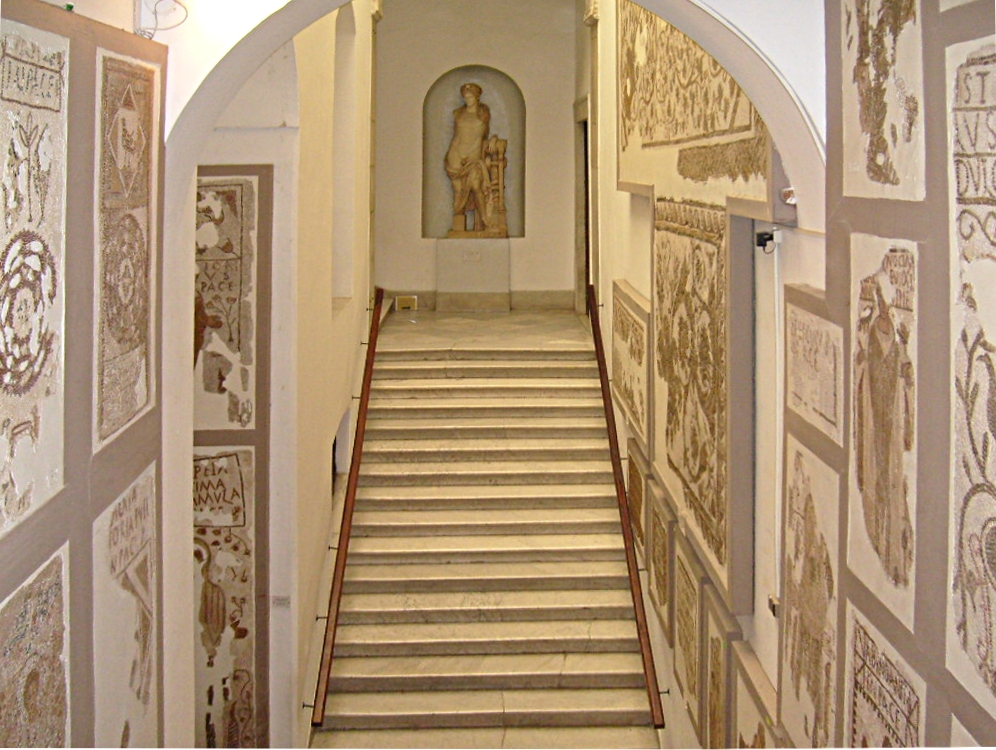
Prospettiva all'interno del dipartimento di mosaici romani

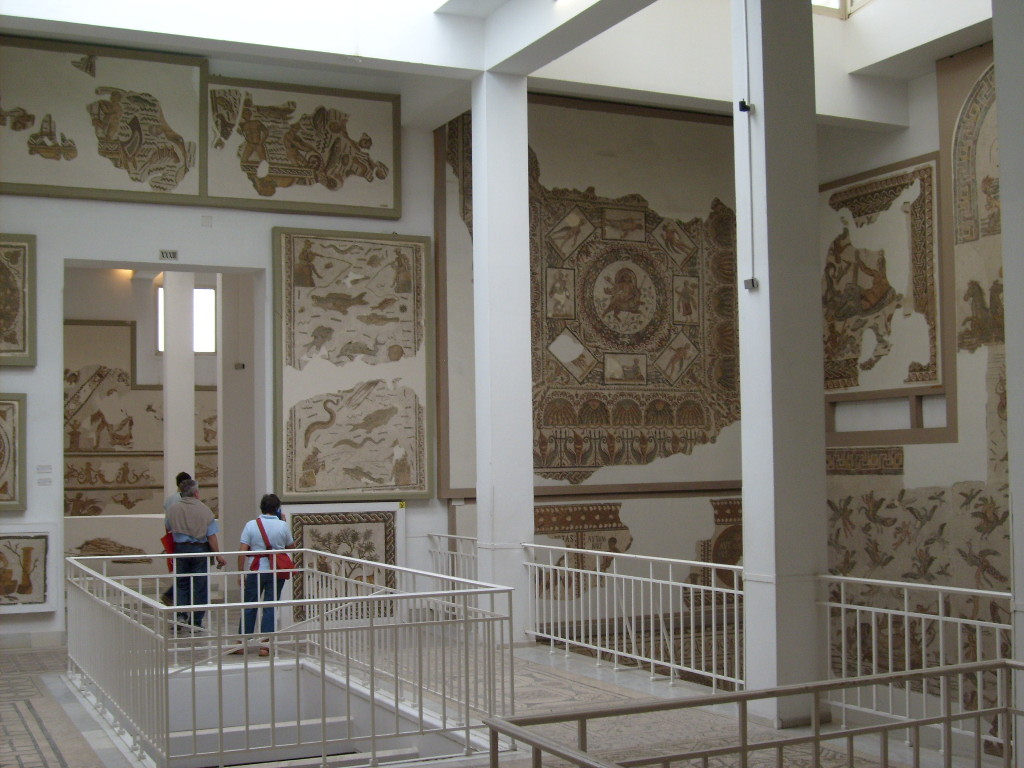
Sala del dipartimento di mosaici romani

Il museo è noto in tutto il mondo per possedere una delle più importanti collezioni di mosaici romani. Tra i principali pezzi della collezione figurano:
- Perseo libera Andromeda: l'eroe, che ha ucciso un mostro marino, aiuta con un gesto maestoso la principessa che era incatenata a una roccia. La scena è evocata da Ovidio. Questa opera è rilevante per essere stata eseguita con un ottimo effetto di ombre e luci e una grande maestria nel creare l'illusione dello spazio. Questo mosaico in origine costituiva la parte centrale di una sala di ricevimento di una ricca Villa romana di Bulla Regia (circa III secolo).
- Virgilio tra Clio e Melpomene: quest'opera, rinvenuta a Susa (antica Hadrumetum) e situata nella sala eponima, costituisce uno dei gioielli del museo, poiché è il più importante ritratto del sommo poeta romano Virgilio, che qui compare vestito di un'ampia toga bianca decorata di ricami. Assiso tra le muse Clio e Melpomene, egli regge, nella mano sinistra posata sulle ginocchia, un rotolo di pergamena, dove è contenuta dal proemio dell'Eneide l'invocazione: «Musa, mihi causas memora, quo numine laeso, / quidve... » (Aen., I, vv. 8-9).
- Venere alla toilette: la dea per metà nuda regge in una mano i propri capelli e nell'altra uno specchio che prende da un contenitore aperto ai suoi piedi. Due Amorini le portano, l'uno una collana, l'altro un cestino e dei gioielli. Questo mosaico, datato al III secolo, proviene dal sito di Thuburbo Majus.
- Corsa di carri in un circo: il circo romano è parte di un porticato ad arcate dove si ammassano gli spettatori: quattro logge (careceres) con alla loro entrata quattro personaggi in bronzo e, al margine, la predella della spina attorno alla quale girano le bighe in gara. La scena della corsa rappresenta la fase finale della competizione fra quattro quadrighe con i colori delle fazioni: il giudice al margine della pista si appresta a consegnare la palma della vittoria mentre un musico suona la fanfara. Nel resto dell'Arena sono presenti diversi impiegati del circo: sparsores che bagnano con l'acqua i cavalli e i carri, e i propulsores che attivano il treno delle trazioni. Questo mosaico, datato al VI secolo, proviene da Gafsa.
- La proprietà del signore Giulio: uno dei pezzi principali del museo, rappresenta una grande proprietà al centro della quale è raffigurata una villa romana attorniata da scene ripartite su tre livelli. Nella parte a sinistra, il proprietario arriva a cavallo seguito da un valletto. A destra è rappresentata la partenza per una battuta di caccia. Nel livello superiore, il mosaico mostra scene che evocano l'inverno e l'estate. Al centro, si vede la moglie del proprietario dentro un boschetto all'ombra di cipressi. Infine, al livello inferiore, si vede la padrona appoggiata a sinistra su una colonna e il padrone della proprietà seduto a destra dentro un frutteto mentre riceve dalle mani di un servitore una lettera sulla quale si legge «D(omi) no Ju(lio) » (Al signore Julius). Questa opera data alla fine del IV secolo o all'inizio del V secolo e proviene da Cartagine.

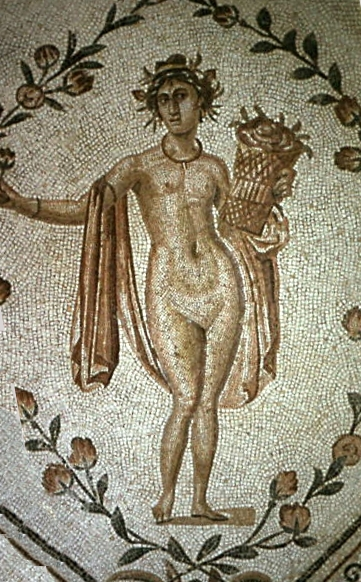
Trionfo di Nettuno, l'allegoria di una delle stagioni presente nell'angolo inferiore destro

- I ciclopi forgiano i fulmini di Giove: si tratta del pavimento di un frigidarium che mostra tre ciclopi: Bronte, Sterope e Arge (o Pyracmon).[4]

Nudi, forgiano i fulmini di Giove che Vulcano, seduto davanti a loro, mantiene sulla forgia. Il mosaico data alla fine del III secolo e proviene da Dougga.
- Trionfo di Nettuno: si tratta del pavimento di un atrium. Al centro figura, dentro un medaglione, Nettuno, con la testa aureolata, che monta su una quadriga trainata da quattro ippocampi. Agli angoli sono rappresentati, dentro dei recinti di foglie, quattro figure femminili simboleggianti le stagioni. Il mosaico data al II secolo e proviene da Chebba.
- Ulisse e le sirene: questa opera è ispirata all'Odissea: a bordo di un battello a due vele, ornato di una testa umana e di un ramo di palma, appare l'eroe greco con le mani legate all'albero maestro per evitare di soccombere alla musica delle sirene. Attorno ad Ulisse sono seduti i suoi compagni di viaggio con le orecchie tappate con la cera come riporta la leggenda. Ai piedi di alcune rocce si vedono tre sirene rappresentate con il busto di donna al quale sono attaccate delle ali e delle zampe da uccello. Una di queste regge un doppio flauto, l'altra una lira, la terza, senza strumenti, è considerata come la sirena incantatrice. L'opera, che proviene dal sito Dougga, è datata circa al 260.
- Le nozze di Dioniso e d'Arianna: il decoro di questo mosaico è ripartito in tre livelli. In alto, Dioniso e Arianna sono semistesi su una pelle di leopardo all'ombra di una vigna. Il dio completamente nudo è munito di uno scettro e di un cratere d'oro conseguentemente Arianna è raffigurata di dorso, un ampio drappeggio che non gli copre che le gambe. Nella parte centrale, un personaggio barbuto che afferra con le mani un cratere che gli tende un satiro. Infine, nella parte inferiore, delle baccanti, dei satiri e un Pan animano la festa.
- Teseo e il Minotauro: la scena rappresenta il momento in cui Teseo decapita il Minotauro al centro del labirinto, dove sono inoltre presenti i resti delle vittime giacenti al suolo. Questo mosaico, proveniente da Thuburbo Majus, ricopriva il suolo di un frigidarium e data circa al IV secolo.
- Pavimento di Xenia: questo piccolo mosaico raffigura i resti di un pasto secondo i canoni estetici conosciuti nell'epoca ellenistica e tradotti in mosaico.

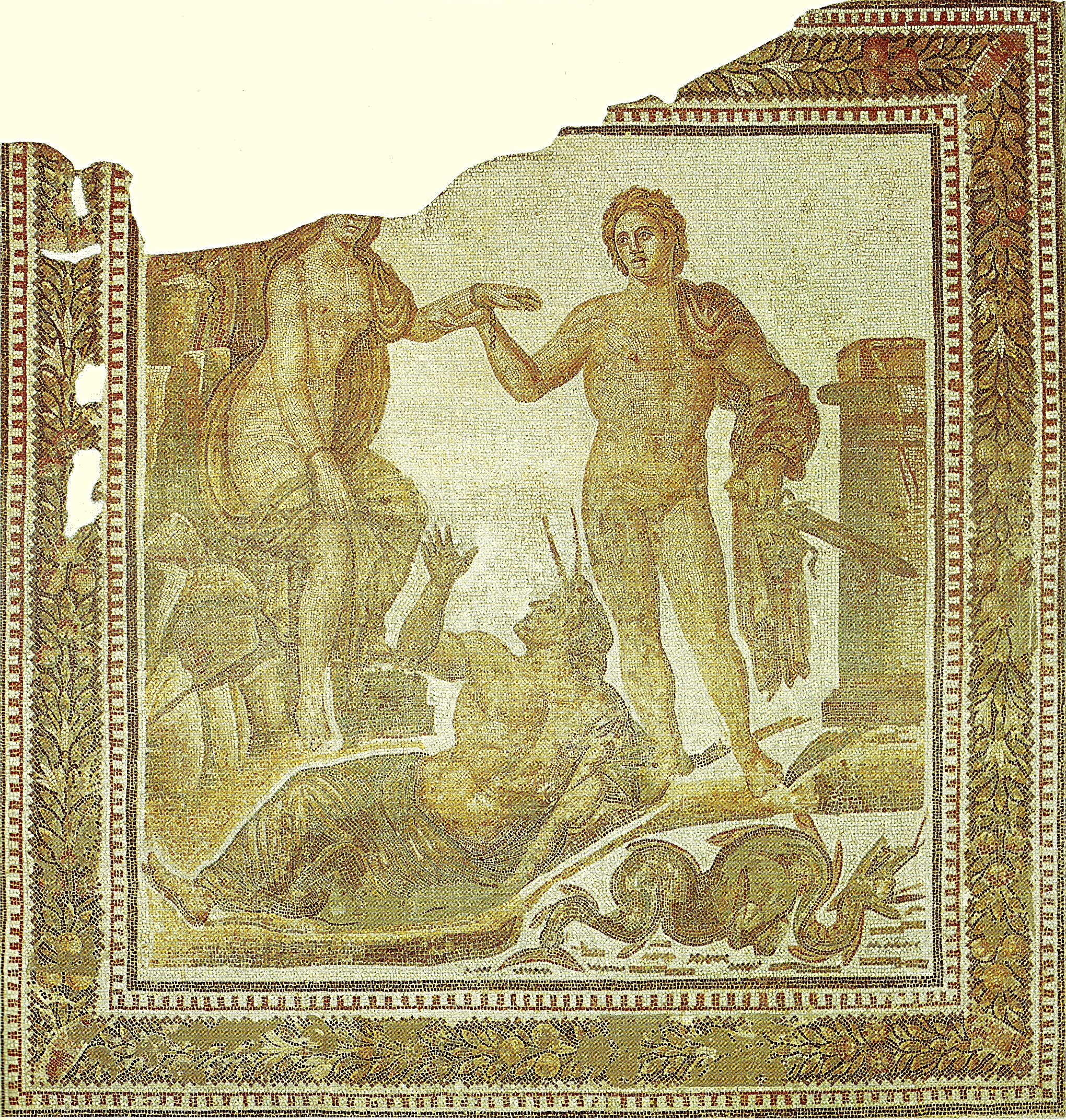
Perseo libera Andromeda
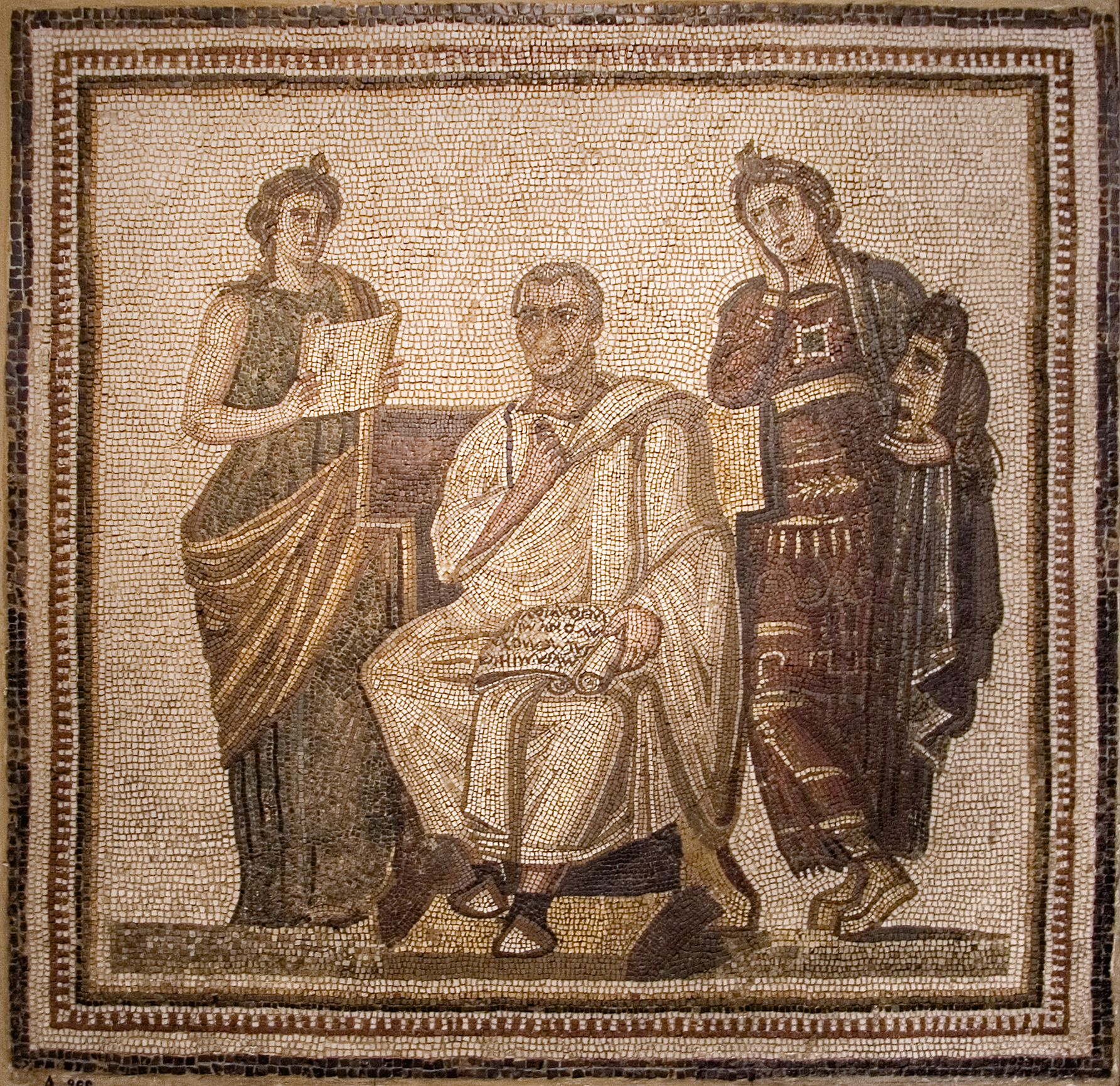
Virgilio ascolta Clio e Melpomene
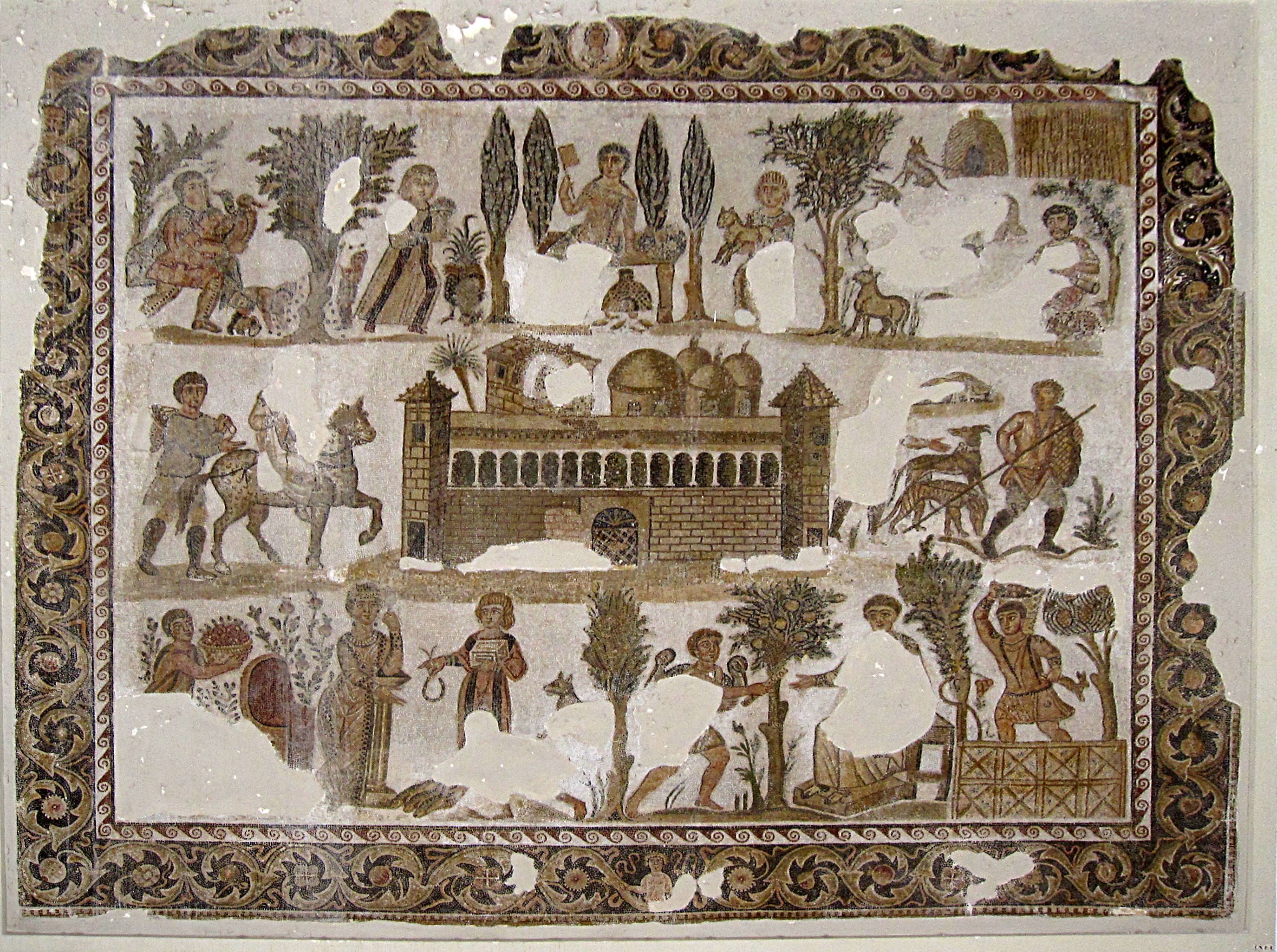
La proprietà del signore Giulio
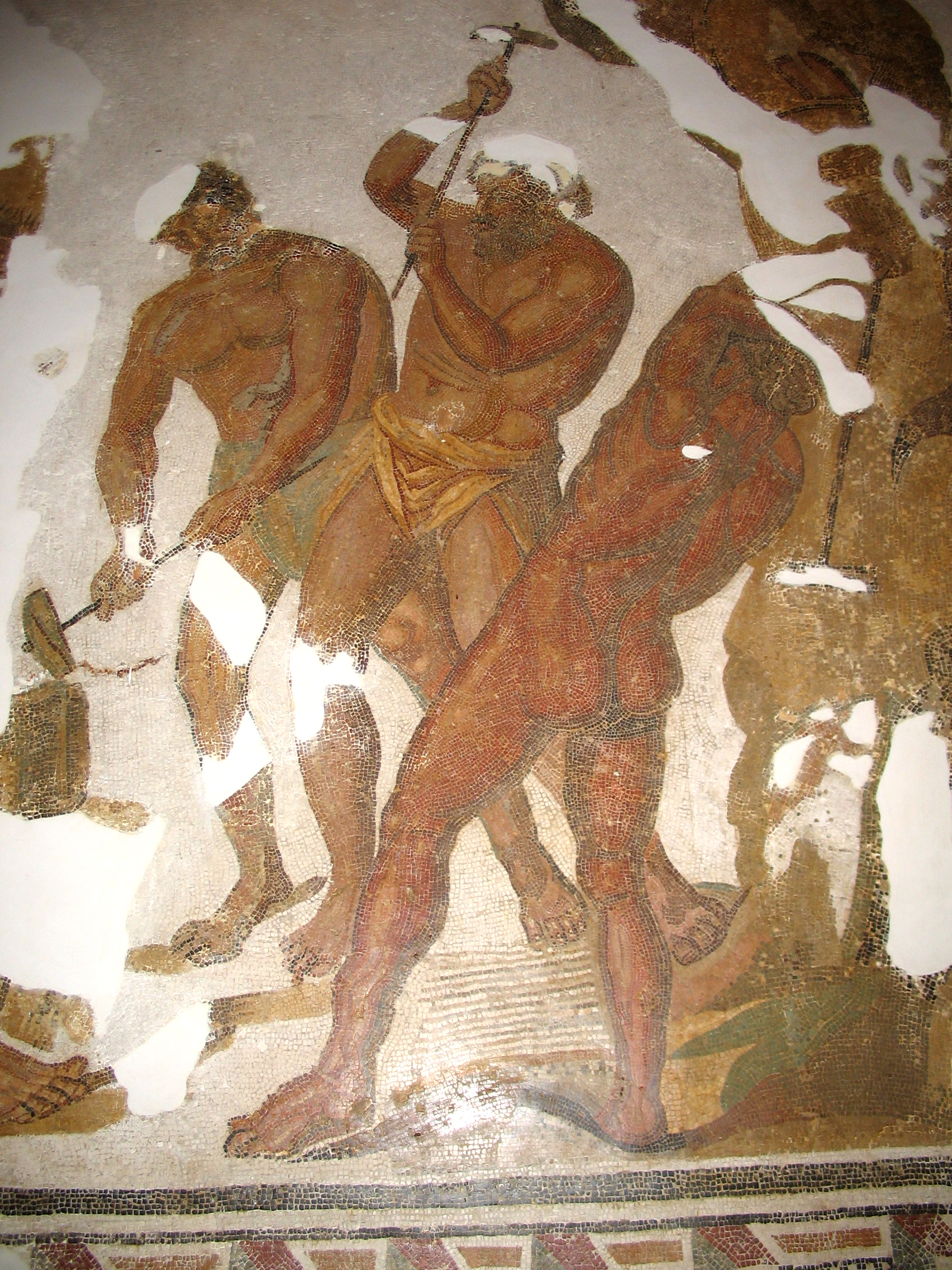
I ciclopi forgiano i fulmini di Giove
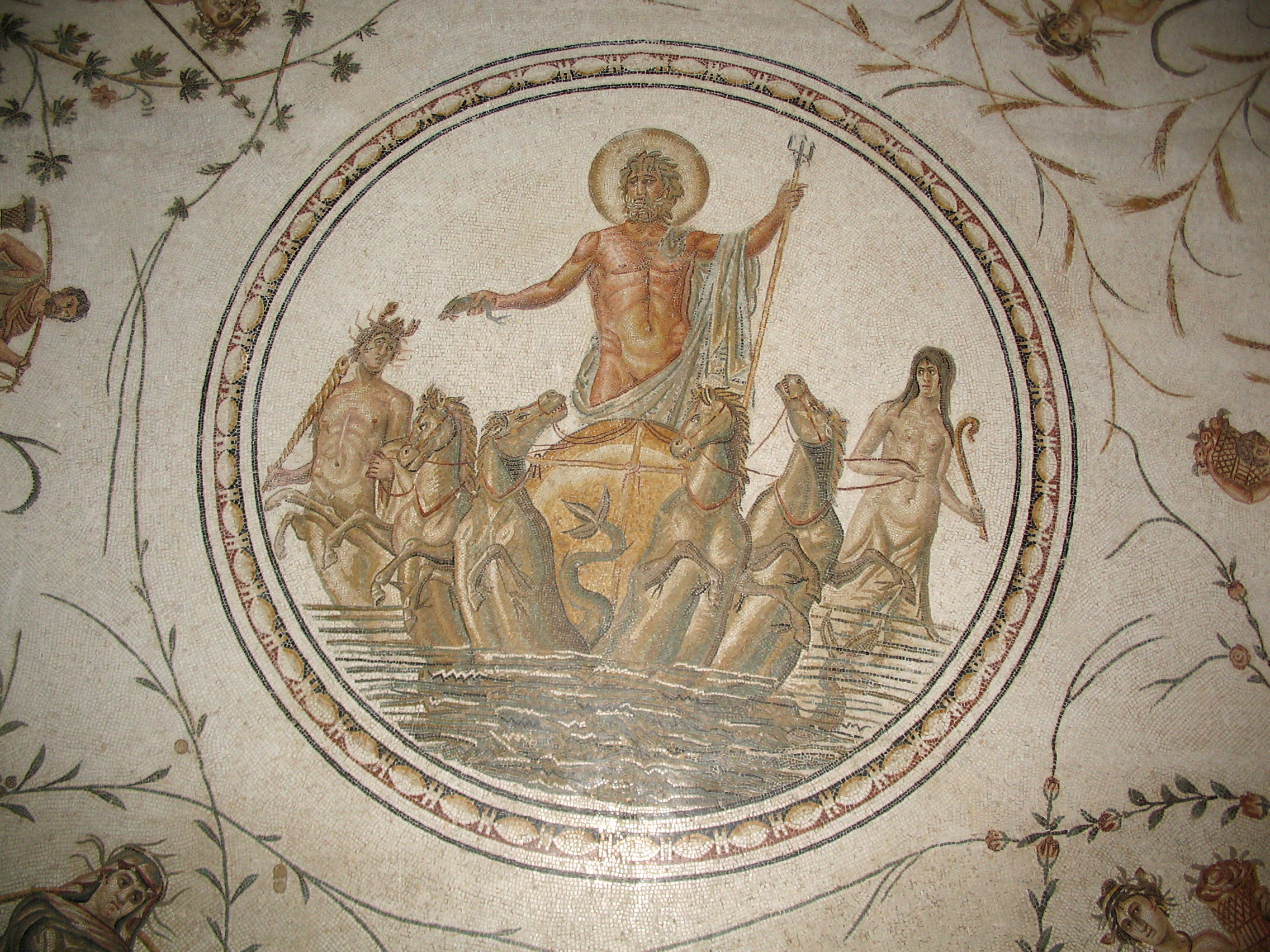
Trionfo di Nettuno
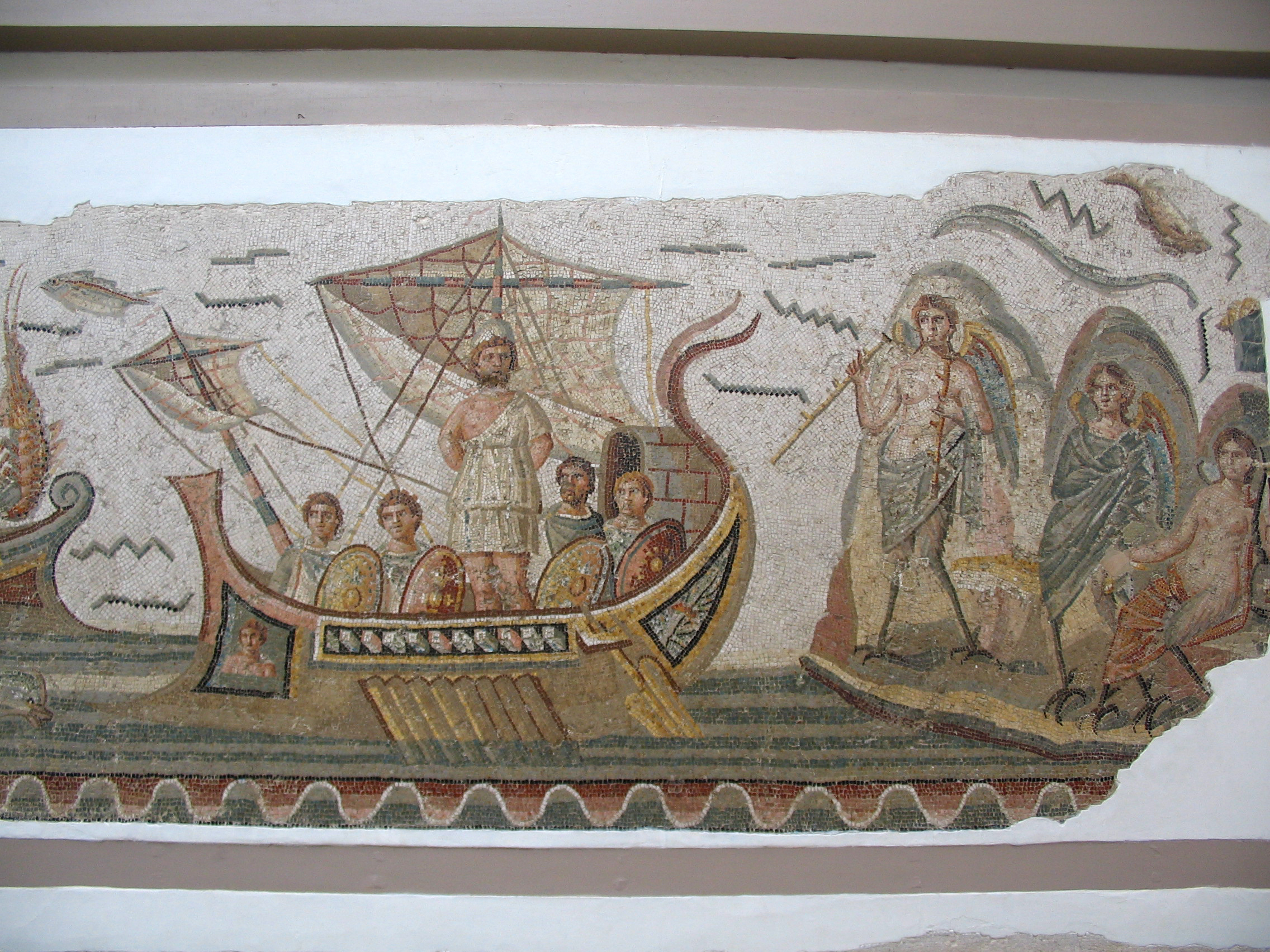
Ulisse e le sirene
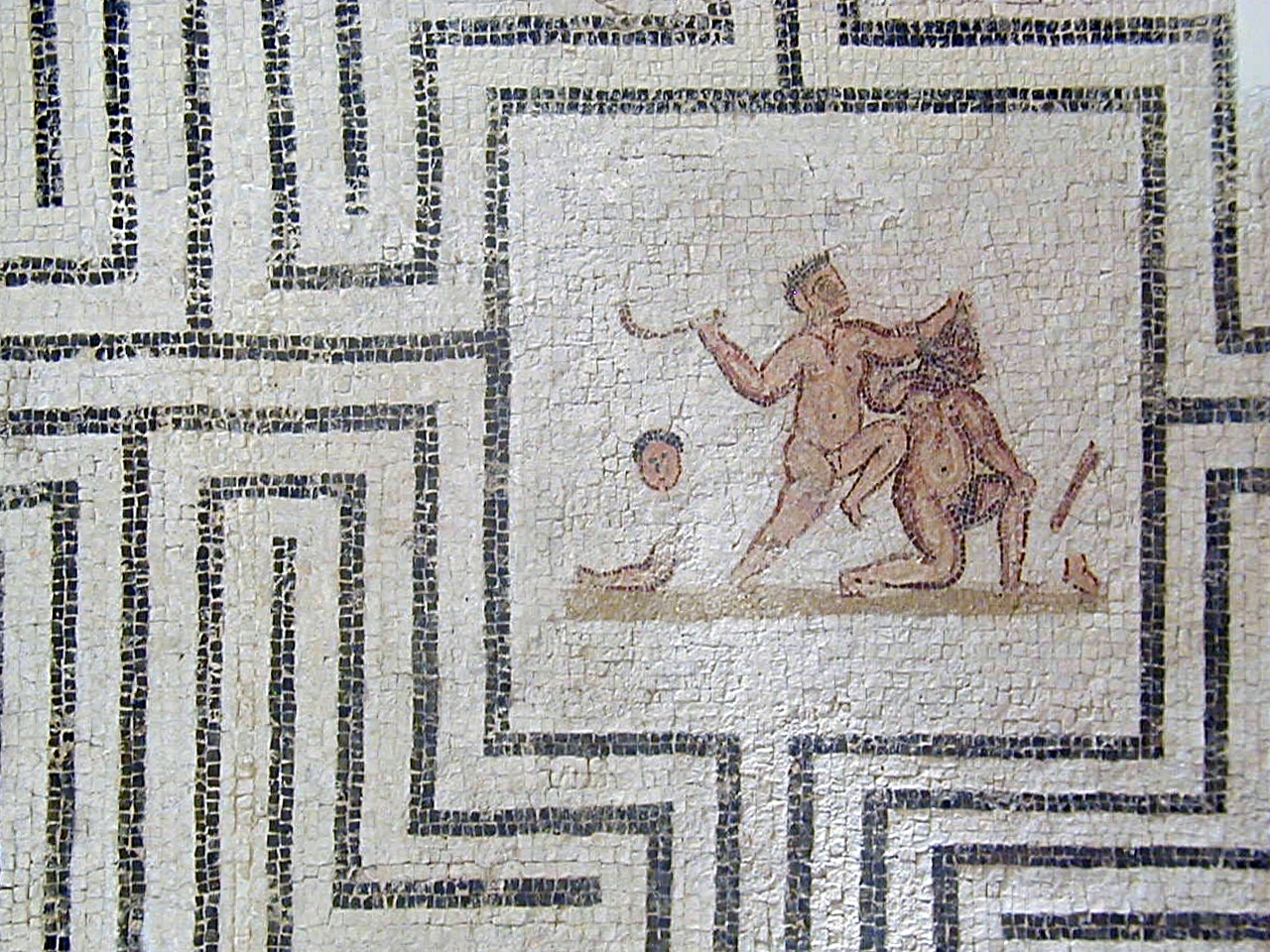
Teseo e il Minotauro
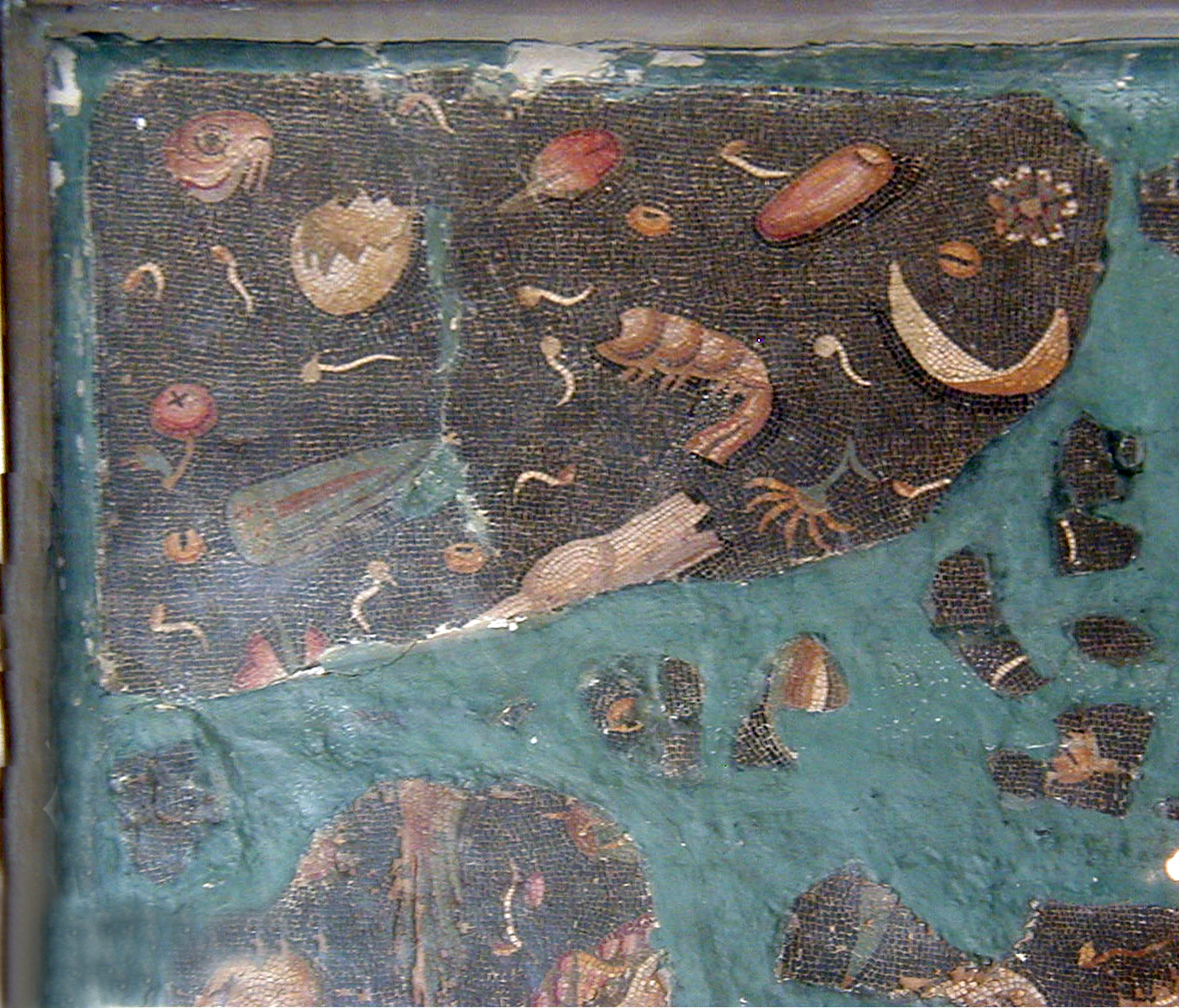
Pavimento di Xenia

### Le statue
Accanto ai mosaici, preponderanti sul resto dei reperti, sono esposte diverse statue raffiguranti divinità, eroi e personaggi mitologici, tutte di eccezionale fattura.
Una testa ciclopica di Giove, alta più di un metro, campeggia su un enorme salone il cui pavimento è ricoperto da un altrettanto enorme mosaico, del tutto integro. Un piede, anch'esso ciclopico, giace sotto la testa di Giove al cui gruppo scultoreo potrebbe appartenere facendone così intuire la grandezza colossale.
Diverse statue di Venere fanno da cornice agli onnipresenti mosaici mentre un Ercole ubriaco, in posa licenziosa, sembra osservare divertito. Sembrerebbe una figura futuristica relativa ai tempi in cui il vino costava pochi denari greci, e Bacco avrebbe fatto bere gli eroi e miti assieme al popolo.

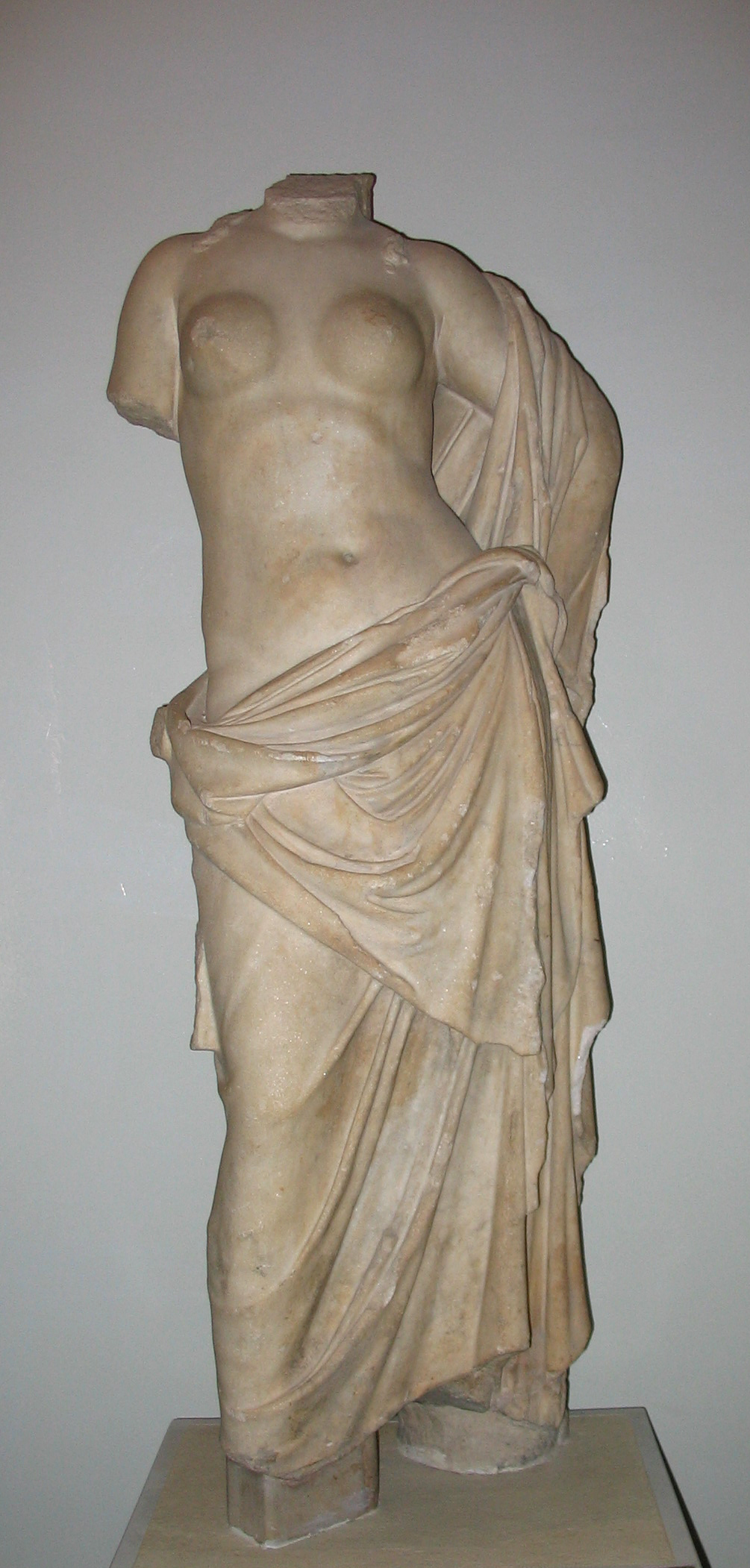
Venere
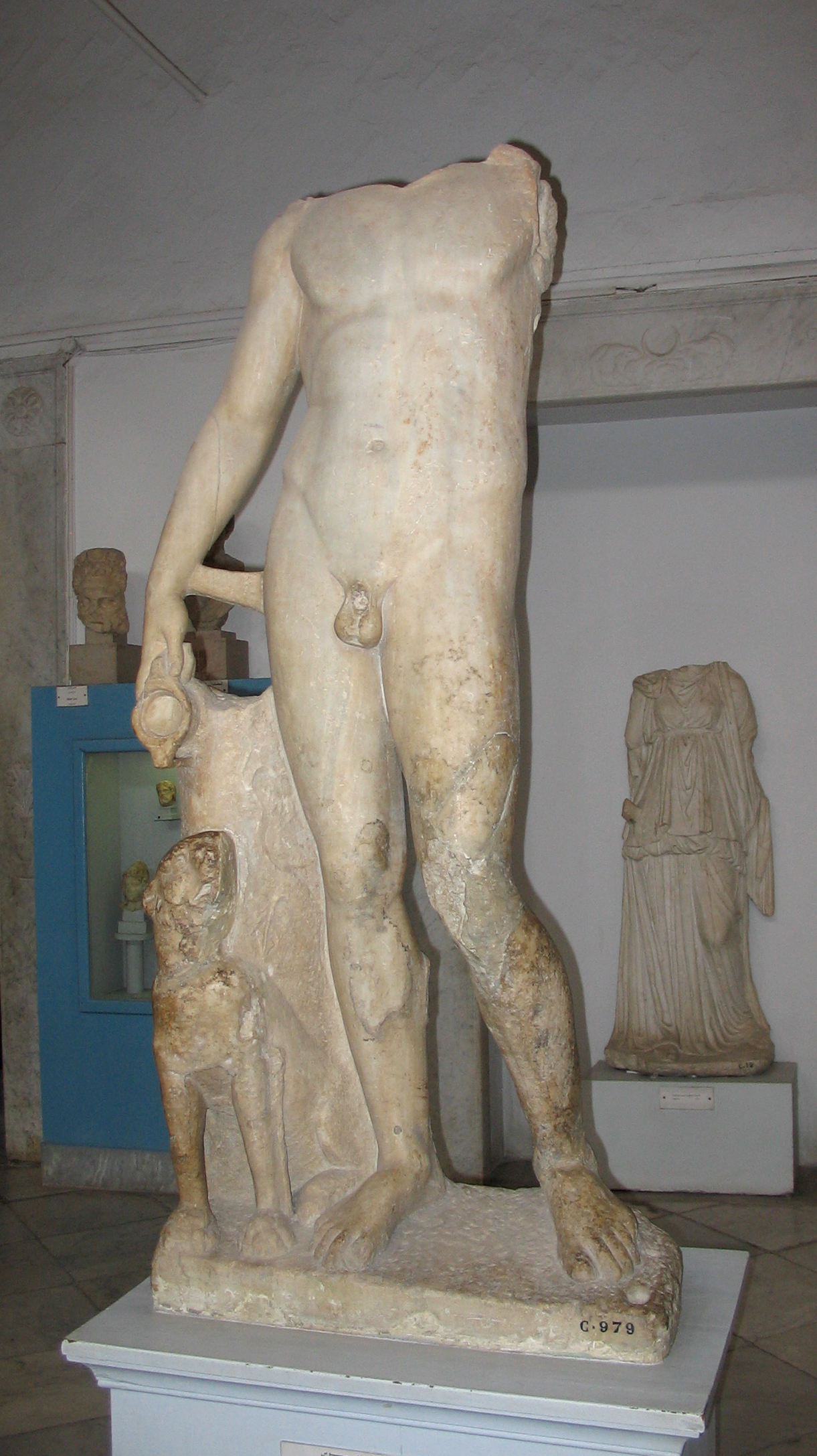
Bacco
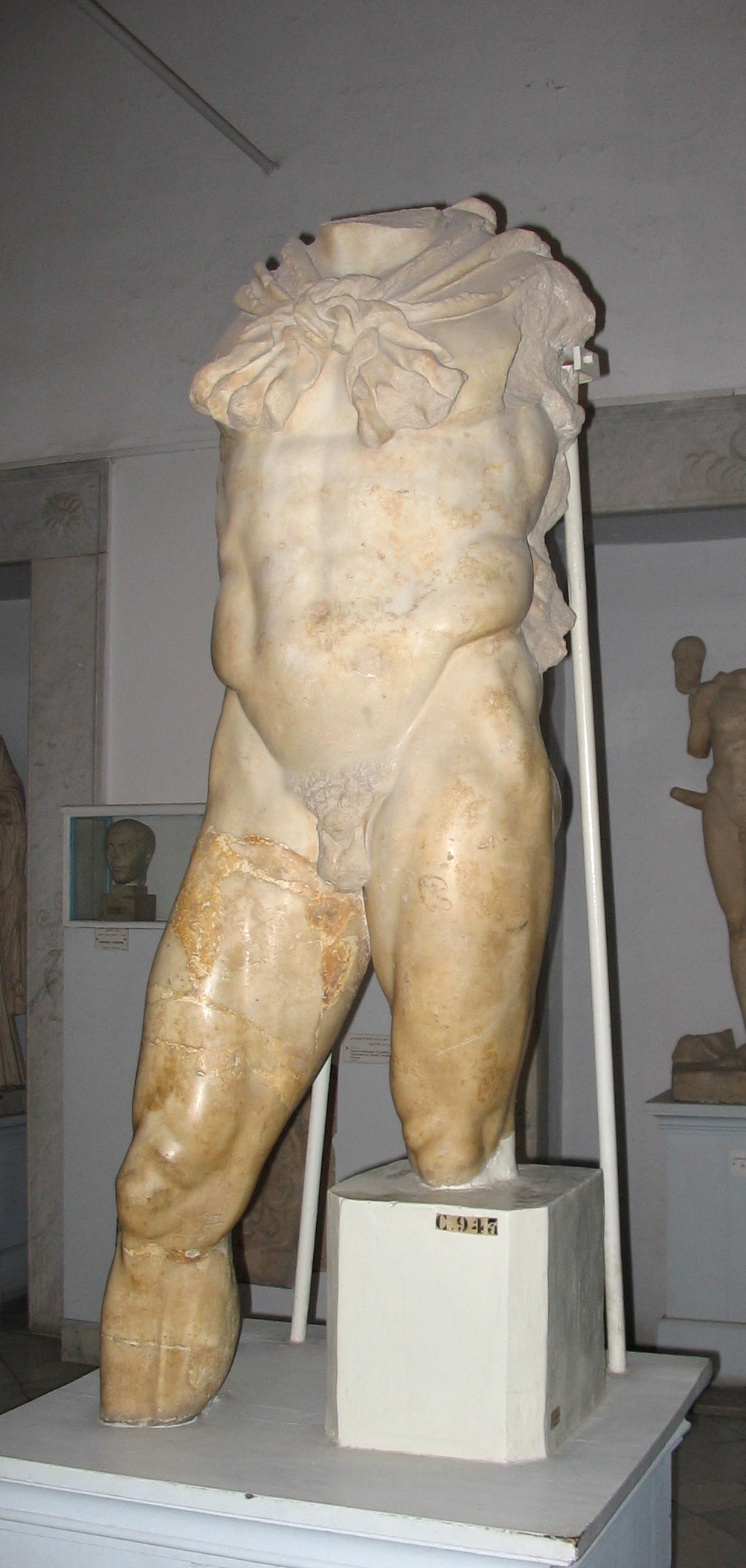
Ercole
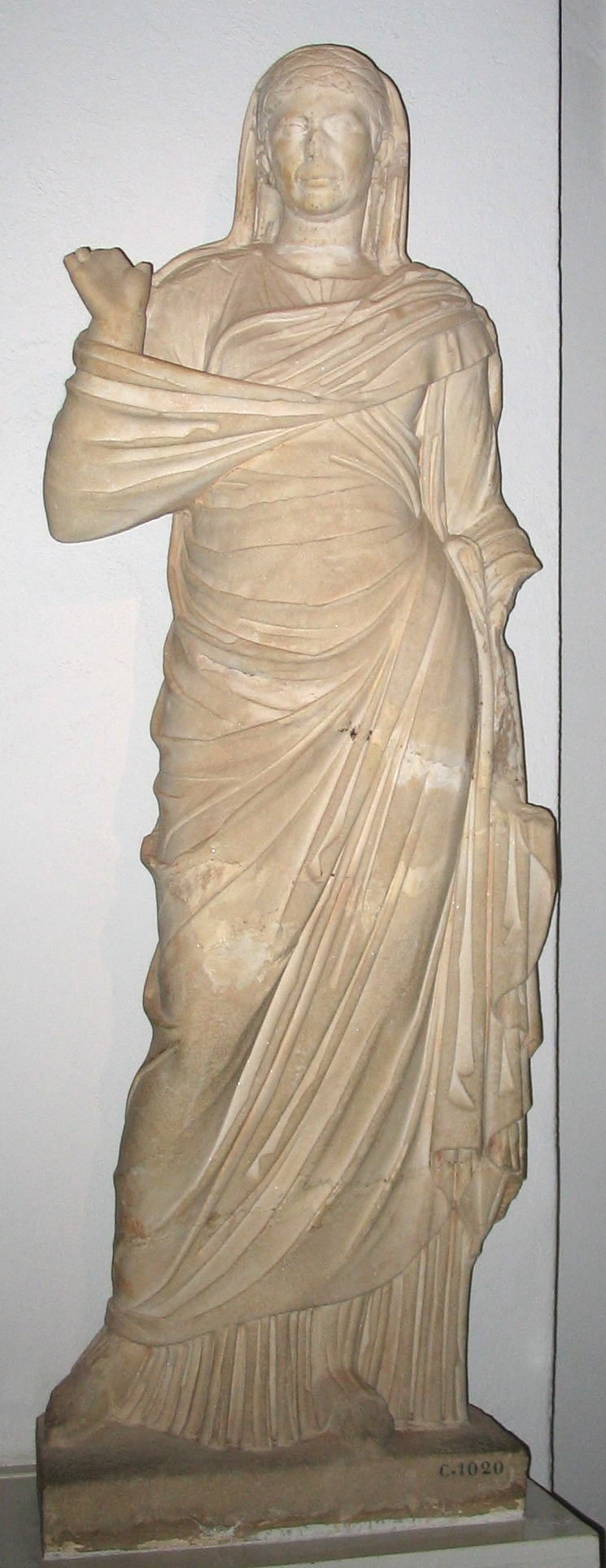
Minia Procula
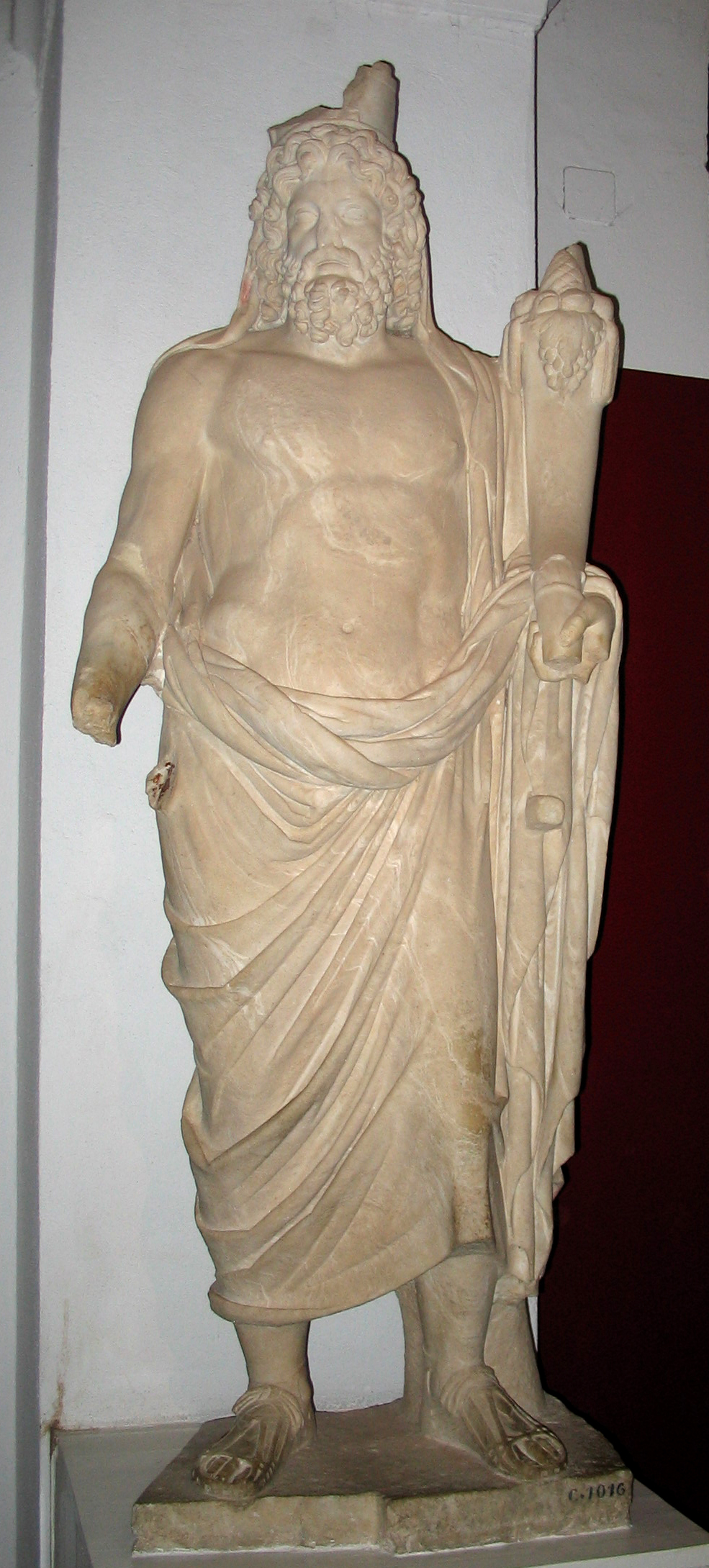
Saturno
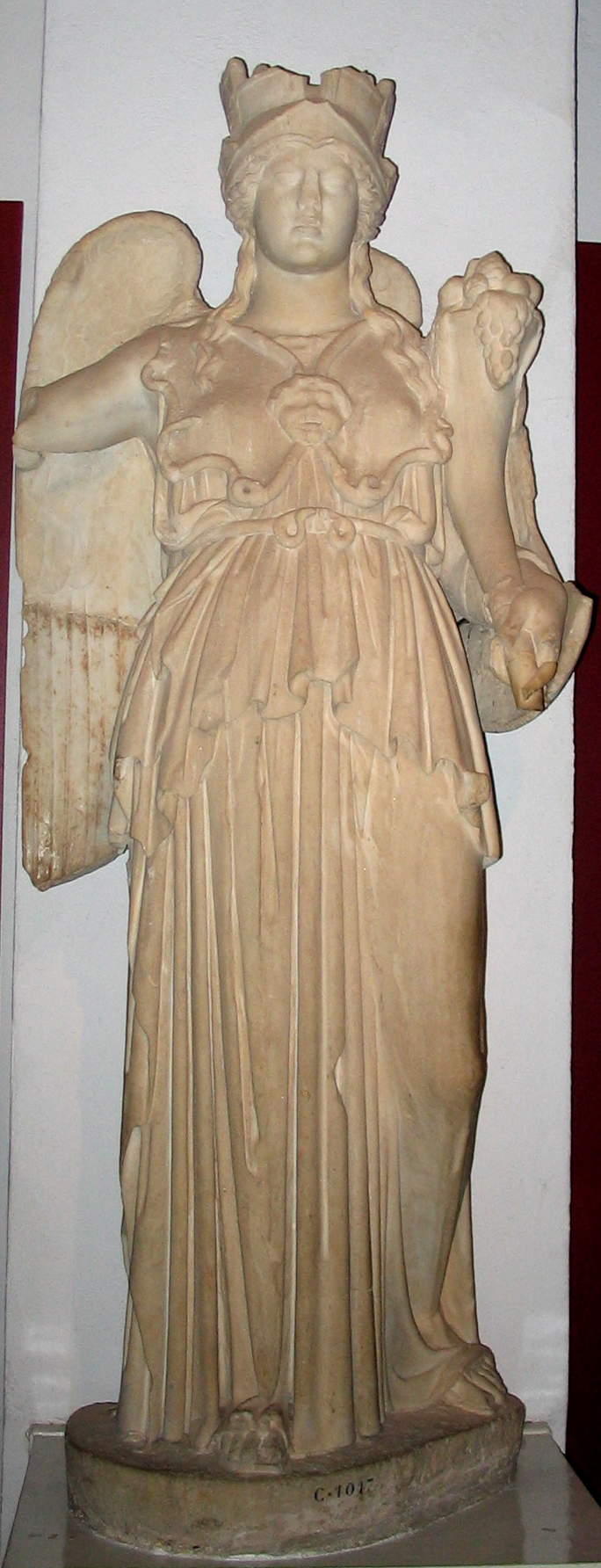
Minerva
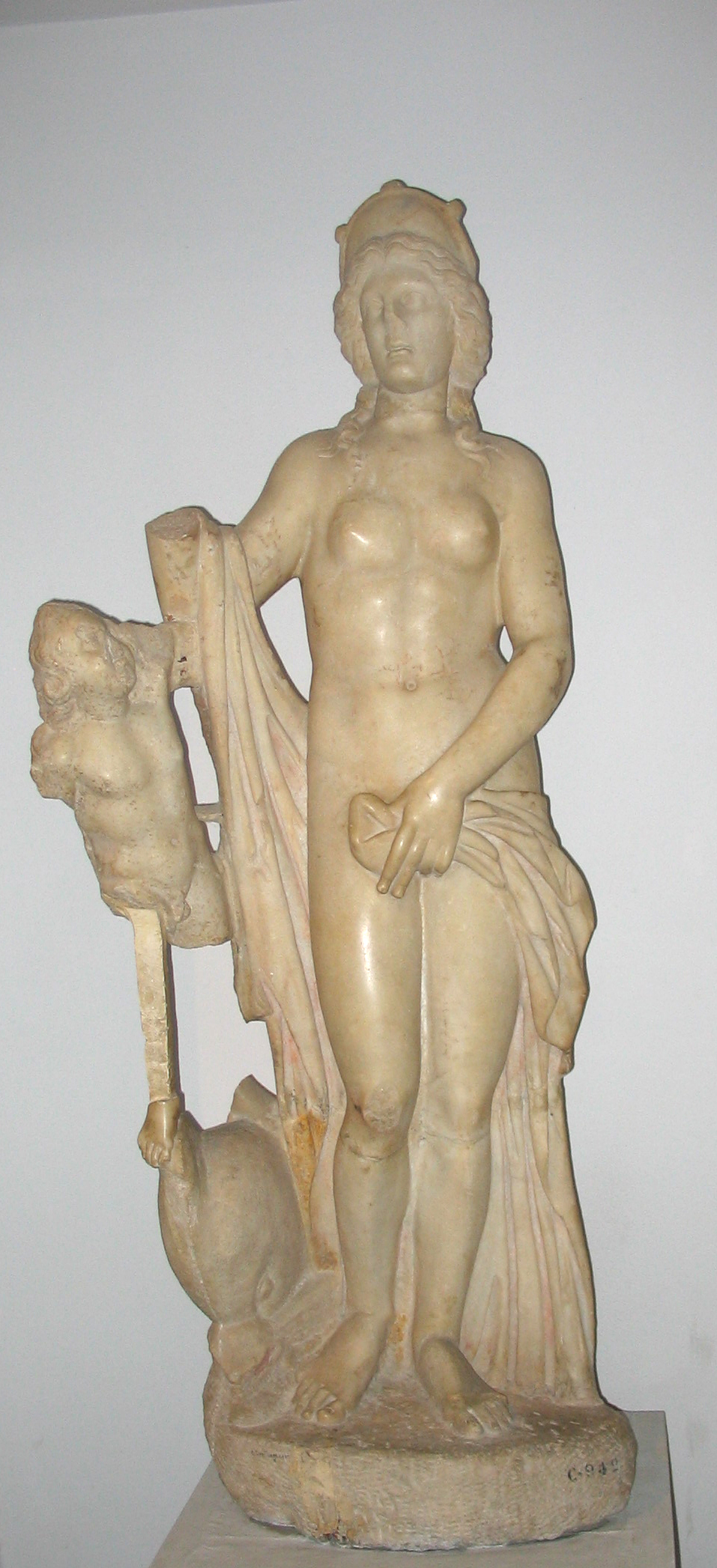
Venere ed Eros
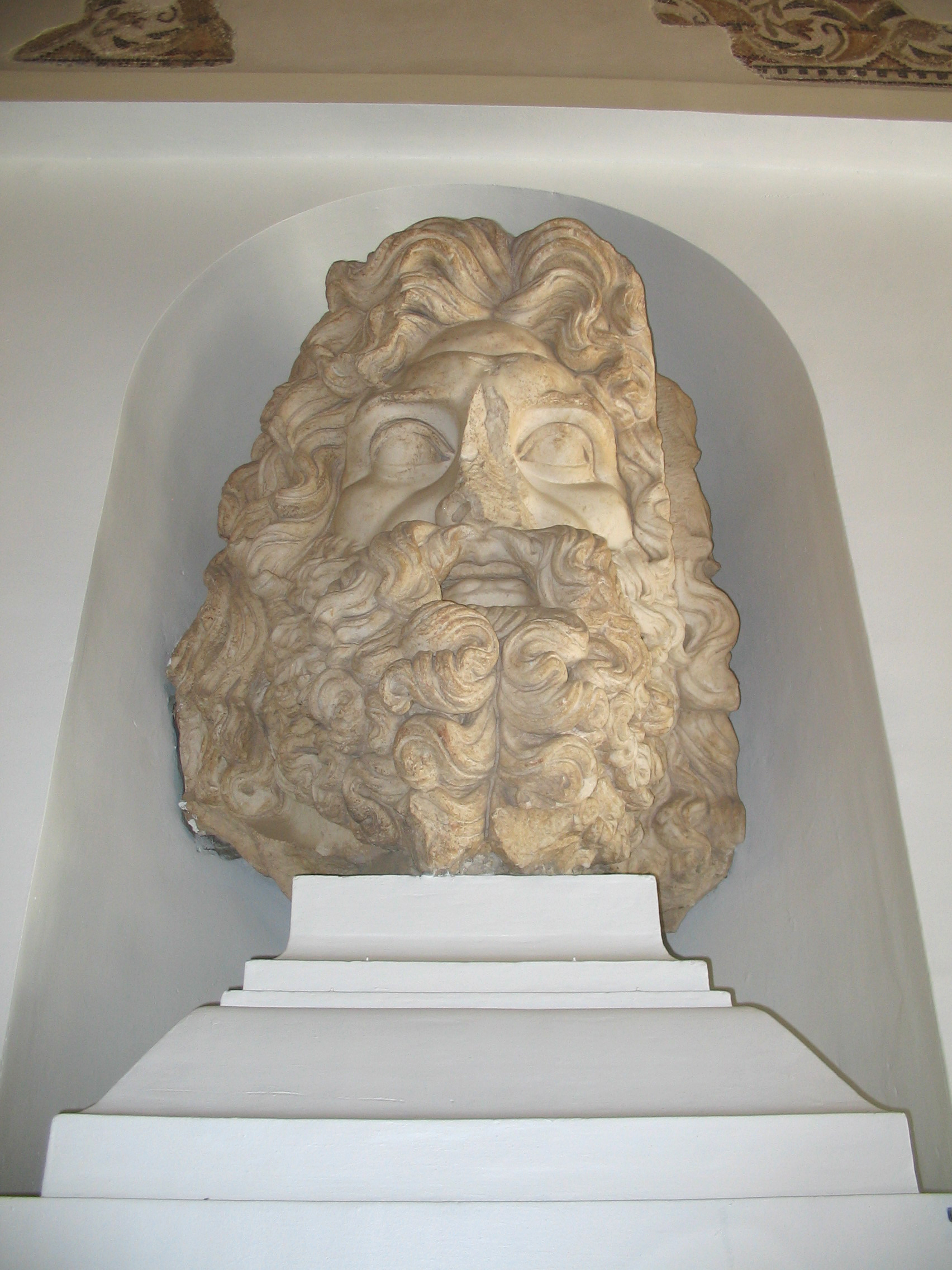
Giove
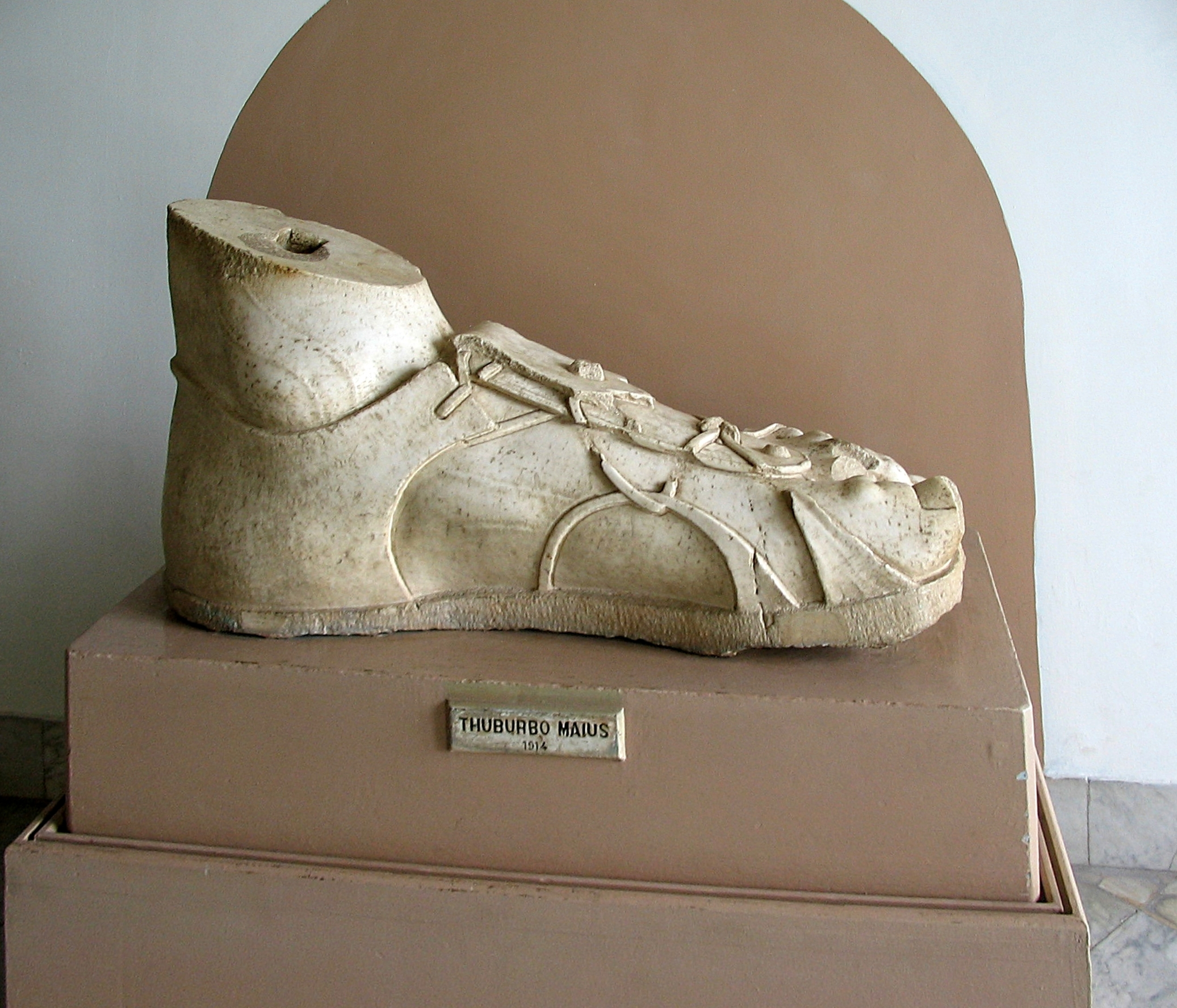
Piede colossale

## Arte cristiana
Il museo contiene inoltre una sala che raccoglie opere del periodo cristiano della Tunisia, fra le quali figurano:

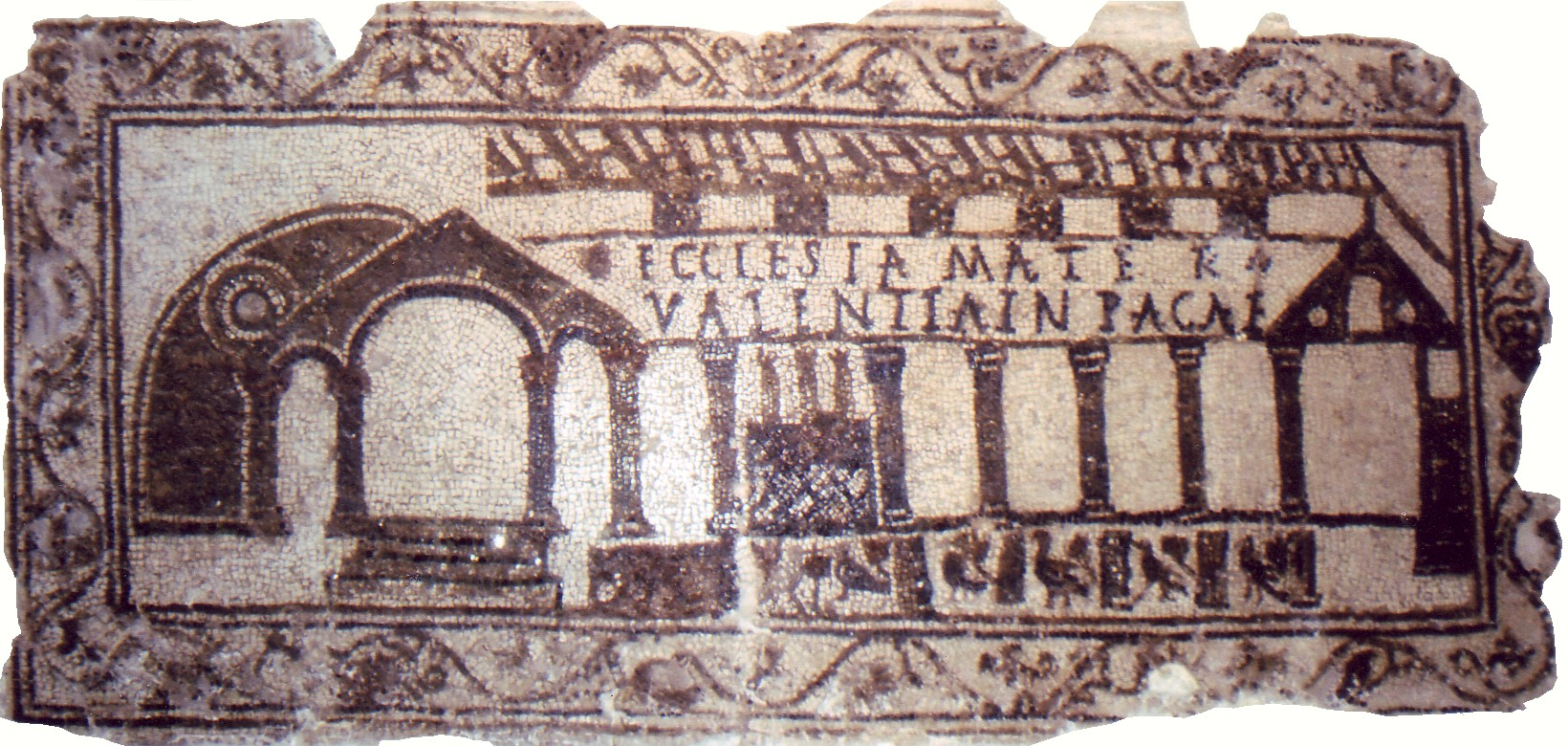
Mosaico dell'Ecclesia mater

- Mosaico tombale dell'Ecclesia mater: in questa rappresentazione schematica di una basilica paleocristiana, l'edificio è composto da un grande arco supportato da tre colonne che dà accesso, attraverso una scala, a un'abside vuota con una facciata con un frontone triangolare e tre finestre, una linea di colonne al centro della basilica, da una navata centrale dove si trova l'altare sul quale bruciano tre ceri e da un tetto a doppia inclinazione coperto da tegole piatte e semicilindriche con sopra un'iscrizione su due linee che recita: «Ecclesia mater» e «Valencia in pace». Questo pezzo, che data al V secolo, è stato ritrovato a Tabarka e costituisce una testimonianza fondamentale per spiegare il passaggio da un Cristianesimo più intimista che si sviluppava in luoghi per lo più privati a un'architettura che richiama alla successiva vita legata alla basilica cristiana, dopo l'editto dell'imperatore romano Costantino del 313[5].
- Tomba doppia: questo mosaico ricopriva un sarcofago in cui sono stati rinvenuti due scheletri. Nella parte alta del mosaico è rappresentato uno scriba barbuto che indossa una tunica riccamente decorata seduto davanti a una scrivania nell'atto di tenere in mano una piuma d'oca. In basso, una donna di nome Vittoria, affiancata da numerosi uccelli e da un cero, è raffigurata mentre prega vestita da religiosa. Questo pezzo del V secolo è stato ritrovato a Tabarka.
- Pavimento del mausoleo: questo pavimento è una composizione di rombi delimitati da immagini di piante intrecciate. Al centro è rappresentato un ottagono che illustra la scena biblica del profeta Daniele, nudo, mentre prega nella fossa coi leoni. Questo pavimento appartiene al mausoleo di un'importante famiglia romana, i Blossi, e data al V secolo.
- Pavimento della cappella: questa rappresentazione di un cantiere per la costruzione di una cappella è articolata su differenti livelli che rappresentano scene di lavoro: in alto, un responsabile dei lavori impartisce ordini a un operaio che rifinisce una colonna, al centro alcuni muratori sono intenti a impastare malta mentre nella parte inferiore la colonna viene trasportata su un carro trainato da due cavalli. Questo pezzo del V secolo proviene dal Governatorato di Zaghouan.
- Battistero di Kélibia: questo pezzo, non visibile al pubblico, rappresenta un battistero riccamente ornato di mosaici. È invece visibile un'altra fonte battesimale molto più semplice.

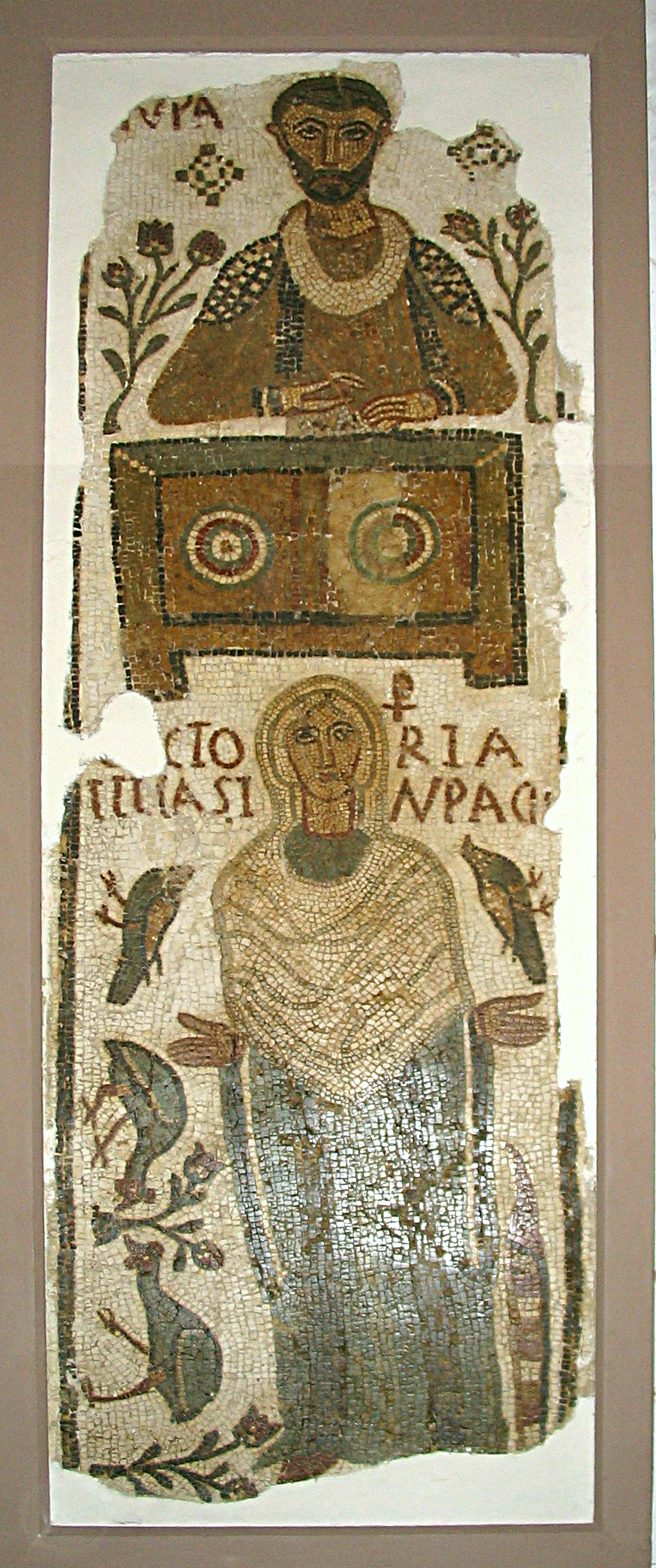
Tomba doppia detta di Vittoria
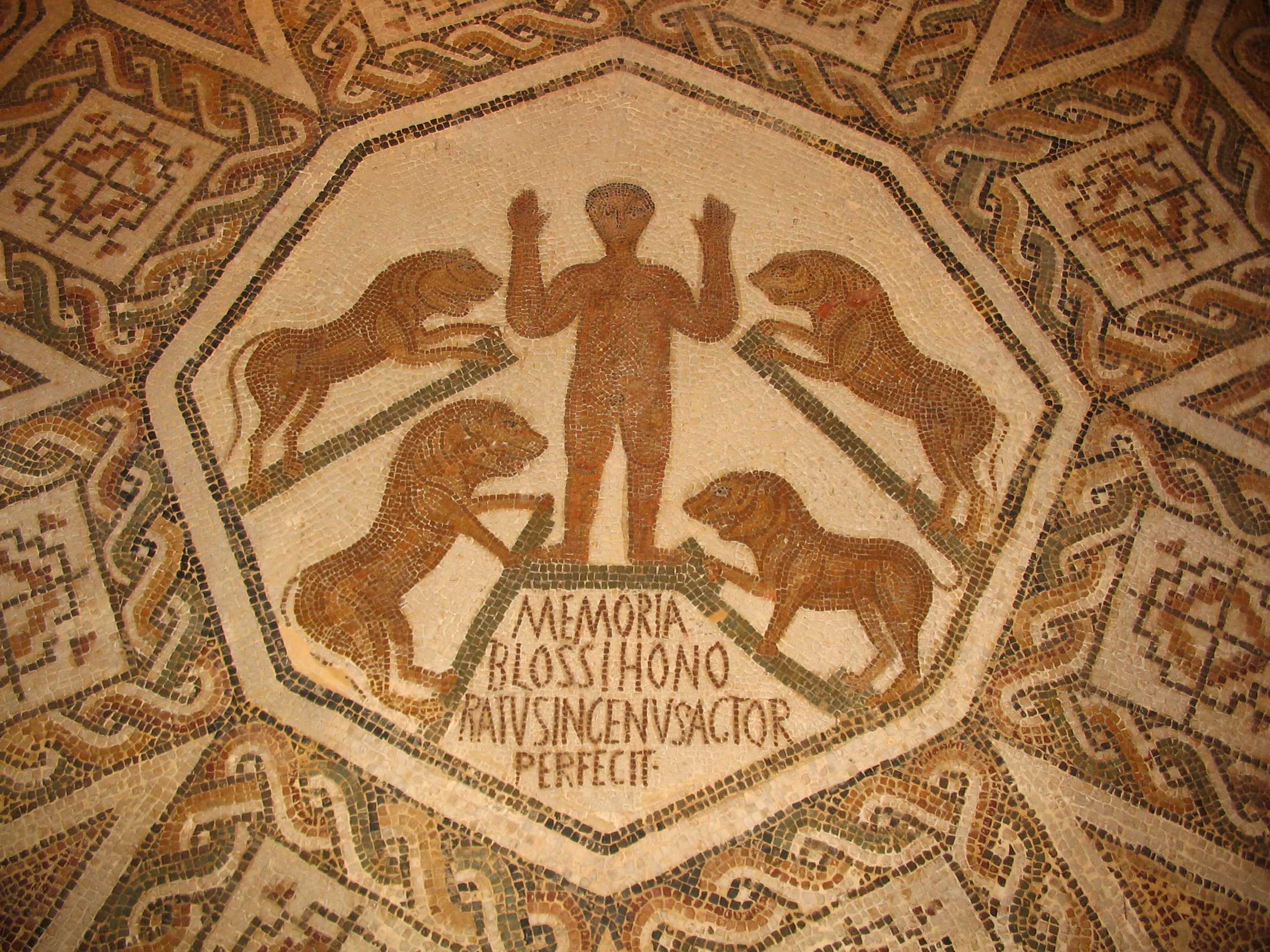
Pavimento del mausoleo (Daniele nella fossa coi leoni)
Pavimento della cappella
Fonte battesimale del IV secolo